# Gregoire Le Camus
Grégoire Edmond Alexis Othon Le Camus (Kortrijk, 1 maart 1753 – 2 oktober 1806) was burgemeester van Kortrijk aan het begin van de 19e eeuw.

## Levensloop
Le Camus stamde uit een adellijke Kortrijkse familie. Zijn grootvader Alexandre Le Camus was burgemeester van Kortrijk van 1728 tot aan zijn dood in 1730. Zijn vader Édouard-Armand Le Camus was burgemeester van 1767 tot 1793. Hij was tevens ontvanger van de kasselrij Kortrijk en woonde met grote stijl in een aanzienlijke woning op de Kring.
Gregoire Le Camus trouwde met Constance du Toict d'Oyvernest en werd in 1788 hoogpointer (schepen) van de kasselrij Kortrijk. In 1790 sloot hij aan bij de patriotten, meer bepaald bij de aanhangers van Vonck en van generaal Van der Meersch en nam deel aan betogingen die zich onder meer tegen zijn vader richtten.
Toen de Oostenrijkers in 1790 terugkeerden mocht hij zijn functie in de kasselrij weer opnemen, wat niet meer het geval was toen ze voor de tweede en laatste maal in 1793 weer het land bestuurden.
Wat hij in de volgende jaren deed is niet bekend, tot hij in 1797 opdook in Brussel, als directeur en econoom van het militair ziekenhuis. Uiterlijk 1800 was hij weer in Kortrijk, waar hij fungeerde als algemeen belastingontvanger. Vervolgens werd hij in 1802 burgemeester van Kortrijk maar bleef dit slechts tot in 1805. Wellicht leed hij toen aan de ziekte die hem het jaar daarop naar de dood zou leiden.
Tijdens zijn verblijf in Brussel was Le Camus medeoprichter van de militaire vrijmetselaarsloge Les Amis Philanthropes en was er opeenvolgend 'frère terrible' en bewaarder van zegels en archief. In 1803 was hij in Kortrijk een van de oprichters van de loge L'Amitié, waar hij achtereenvolgens dekker, tweede en eerste opziener was. In 1805 nam hij ontslag als gevolg van een ruzie binnen de loge. Toen hij het jaar daarop werd begraven volgden zijn vroegere logebroeders de lijkstoet en voerden bij het graf een wat bizarre vertoning op, waarbij ze acaciablaadjes op de kist strooiden.
Le Camus was ook een actief schutter in de aloude vereniging van de boogschutters van Sint-Joris. Hij behaalde driemaal de siretitel, zodat hij als 'keizer' gekroond werd. Hij was ook deken van de maatschappij.